# بطاقة الهوية البرازيلية

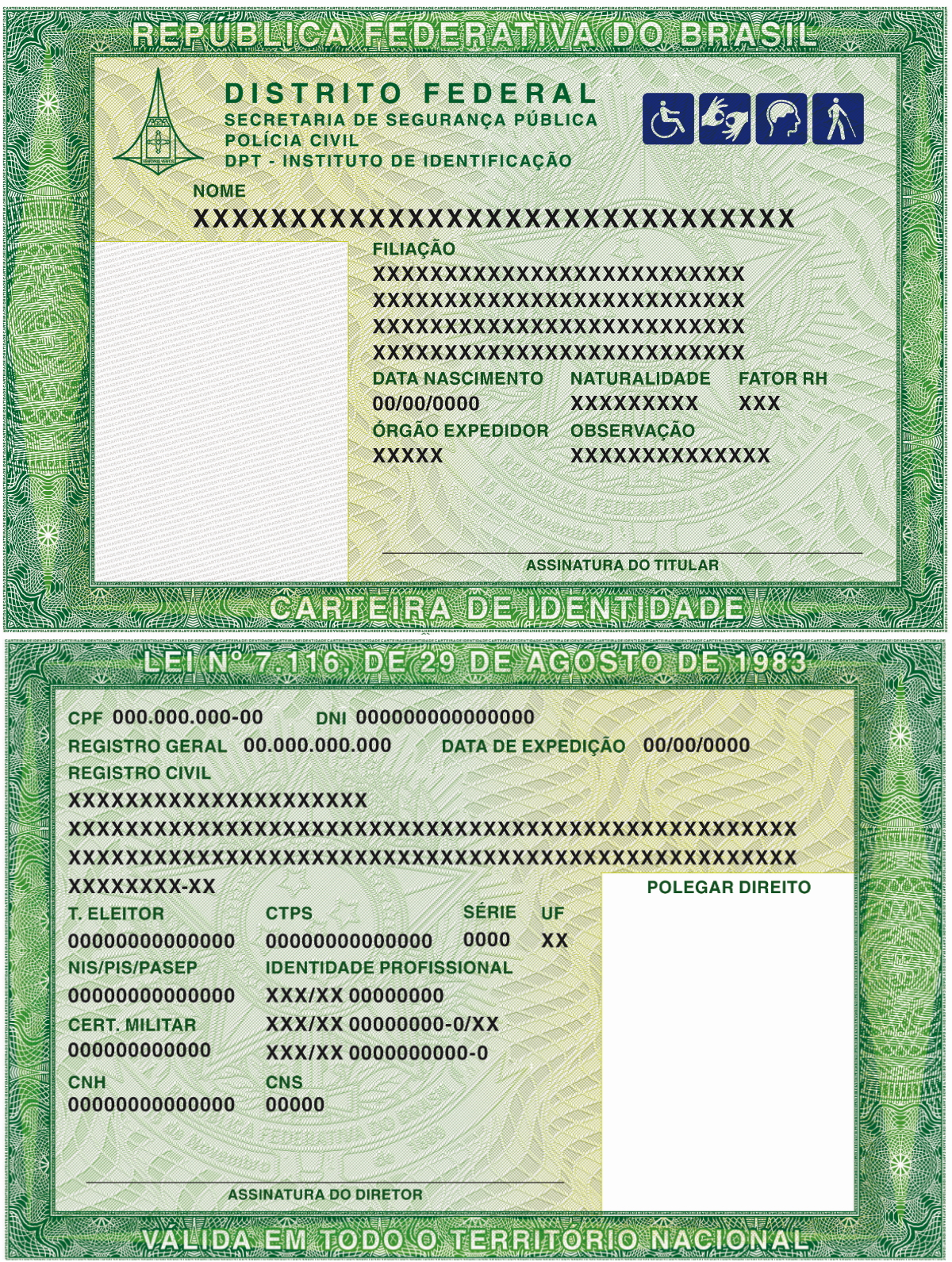
نموذج جديد لبطاقة الهوية (ورقية) صادرة عن الوحدات الاتحادية اعتباراً من عام 2022.

بطاقة الهوية الوطنية في البرازيل (بالبرتغالية: Cédula de identidade‏) ، هي بطاقة الرسمية للمواطن البرازيلي ، وهي وثيقة رسمية في جمهورية البرازيل ، فإن بطاقة الهوية تحتوي على التعريف الشخصي للمواطن البرازيلي من خلال الاسم الكامل وتاريخ الميلاد وتاريخ إصدار الهوية وانتهاء الصلاحية ، كما يجدد بطاقة الهوية البرازيلية لدى جهة مكتب الأحوال المدنية بالبرازيل ، وكي يتمكن البرازيليون من الاحتفاظ بالبطاقة الأحوال ، فإنهم يستطيعون أن يفتحوا الحساب المصرفي وحصوله على رخصة السياقة وقبول شهادة الميلاد للمولود وحصوله على جواز السفر من خلال امتلاكه للبطاقة الهوية.

## تعرفة بطاقة الهوية

### الجهة الأمامية للبطاقة
- رقم التسجيل
- تاريخ الإصدار
- الاسم الكامل لحامل الهوية
- مكان الميلاد (المدينة ثم الولاية)
- تاريخ الميلاد
- الوثيقة الأساسية:
شهادة الميلاد (بالبرتغالية: Certidão de Nascimento‏). وترمز حرفي CN
عقد الزواج (Certidão de Casamento) وترمز حرفي CC
- رقم القانون البرازيلي CBF.

### الجهة الخلفية للبطاقة
- رمز الدولة
- الاسم الكامل للدولة
- مكتب الولاية التي صدرت البطاقة
- الصورة الشخصية 3 × 4 .
- نظام البصمة
- التوقيع